# Ненад Кришановић
Ненад Кришановић (Титоград, 1969 — Београд, 11. јул 2024) био је српски параолимпијац и такмичар у пливању.

## Каријера
Пливањем је почео да се бави 1990. године. Кришановић је у време СР Југославије четири пута учествовао на Параолимпијским играма и освојио три медаље: и то златну на 50 метара прсно и сребрну на 50 метара делфин (1992 у Барселони), сребрну медаљу и постављање европског рекорда на 50 метара прсно (1996 у Атланти). То је уједно и последња медаља у пливању на великим такмичењима освојена за Србију закључно са играма у Паризу 2024. године. Последњих година живота се бавио седећом одбојком.
Преминуо је 11. јула 2024. године, сахрањен је на Новом Бежанијском гробљу у Београду.